# Immobilien-Spezialfonds
Immobilien-Spezialfonds, die nach der korrekten gesetzlichen Bezeichnung eigentlich „Immobilien-Spezial-Sondervermögen“ heißen, sind Investmentfonds und gehören zur Gruppe der offenen Immobilienfonds. Diese werden unterschieden in Immobilien-Publikumsfonds, die sich an das gesamte Anlegerpublikum (überwiegend Privatanleger, aber auch institutionelle Anleger) wenden, und in Immobilien-Spezialfonds, die eigens für nicht natürliche Anleger (z. B. Versicherungen, Pensionskassen, Versorgungswerke, Stiftungen, Banken und sonstige Unternehmen) aufgelegt werden.
Immobilien-Spezialfonds werden durch eine Kapitalanlagegesellschaft im eigenen Namen auf Rechnung der Anleger aufgelegt und verwaltet. Eine Kapitalanlagegesellschaft untersteht der Kontrolle der Bundesanstalt für Finanzdienstleistungsaufsicht (BaFin).
Zunächst gelten sowohl für die Immobilien-Publikumsfonds als auch für die Immobilien-Spezialfonds dieselben Vorschriften des Investmentgesetzes (InvG). Bei Immobilien-Spezialfonds darf jedoch mit Einverständnis der Anleger von einer Vielzahl gesetzlicher Vorschriften abgewichen werden. Kapitalanlagegesellschaft und Anleger können also vertraglich festlegen, dass für den Immobilien-Spezialfonds bestimmte gesetzliche Vorgaben nicht oder nur in abgewandelter Weise gelten.
Die Beteiligung der Anleger am Immobilien-Sondervermögen erfolgt nicht durch die Ausgabe von Gesellschaftsanteilen, sondern über die Ausgabe von Investmentzertifikaten, auch genannt Fondsanteile. Diese werden in der Regel laufend emittiert und zurückgenommen, das heißt, der Fonds ist nach beiden Seiten „offen“. Allerdings besteht für die Kapitalanlagegesellschaft kein Kontrahierungszwang, das heißt, sie muss nicht jederzeit und an jeden Fondsanteile ausgeben. Bei Spezialfonds darf außerdem mit den Anlegern vereinbart werden, dass nicht jederzeit Fondsanteile von der Kapitalanlagegesellschaft zurückgenommen werden. Im Extremfall kann die Rücknahme auf einen Termin alle zwei Jahre beschränkt werden.
Das Verhältnis zwischen Kapitalanlagegesellschaft und Anleger wird nicht gesellschaftsrechtlich, sondern vertragsrechtlich geregelt, wobei das Vertragswerk gewährleistet, dass alle Anleger gleich behandelt werden. Die Anleger sind nicht an der Kapitalanlagegesellschaft beteiligt, sondern nur am jeweiligen Immobilien-Sondervermögen. Deshalb kann eine Kapitalanlagegesellschaft beliebig viele Sondervermögen verwalten. Die Immobilien-Sondervermögen haben keine eigene Rechtspersönlichkeit. Die Immobilien in den offenen Immobilienfonds stehen im rechtlichen Eigentum der Kapitalanlagegesellschaft. Das wirtschaftliche Eigentum liegt jedoch bei den Anlegern. Aktiva und Passiva eines offenen Immobilienfonds sind streng von den Aktiva und Passiva der Kapitalanlagegesellschaft getrennt zu halten.
Die Vertragsbeziehung zwischen der Kapitalanlagegesellschaft und dem Anleger wird durch eine Depotbank ergänzt, der die Verwahrung bzw. Überwachung der Vermögensgegenstände des Sondervermögens obliegt. Sie ist auch für die Ausgabe und Rücknahme der Anteilscheine zuständig. Darüber hinaus hat die Depotbank bestimmte Kontrollbefugnisse gegenüber der Kapitalanlagegesellschaft bzw. dem Sondervermögen.
Immobilien-Spezialfonds existieren in zwei Varianten. Es gibt einerseits den so genannten Individualfonds, der für einen einzigen Großanleger aufgelegt wird. Andererseits gibt es den so genannten Gemeinschaftsfonds, der für mehrere Anleger aufgelegt wird. Als Sonderform des Individualfonds gibt es darüber hinaus den so genannten Einbringungsfonds. Bei diesem Fonds werden Immobilien, die im Eigentum des Einzelanlegers stehen, von dem Einzelanleger in den Fonds gegen Ausgabe von Investmentzertifikaten eingebracht.
Institutionelle Anleger nutzen den Immobilien-Spezialfonds, um indirekte Immobilieninvestitionen in Deutschland und im Ausland zu tätigen. Vor allem für indirekte Auslandsinvestitionen eignet sich der Immobilien-Spezialfonds, weil die institutionellen Anleger keine eigene Expertise für Immobilienanlagen im Ausland entwickeln müssen, sondern sich der Dienstleistungen und Erfahrungen der Kapitalanlagegesellschaften bedienen können.
In den letzten Jahren hat der Immobilien-Spezialfonds eine rasante Entwicklung durchlaufen. Im Zeitraum von 1999 bis Juni 2009 stieg das Netto-Fondsvolumen aller Immobilien-Spezialfonds von 4,6 Milliarden € auf 24,7 Milliarden € an. Zum 30. Juni 2009 verwalteten 24 deutsche Immobilien-Kapitalanlagegesellschaften 117 Immobilien-Spezialfonds.